# Альфрейная живопись
Альфрейная живопись (правильно: роспись) (искаж. итал. a fresco — по сырому, dipingere a fresco — писать по сырой штукатурке); 
также al fresco, a il fresco — писать на холодке, снаружи, на свежем воздухе). По утверждению известного специалиста по технике живописи Д. И. Киплика второе выражение в отечественном обиходе всегда использовали неверно, как синоним первого. Между тем, если первое обозначает классическую фреску (стенопись известково-клеевыми красками по сырой штукатурке), то второе может подразумевать различные декоративные работы по сухому грунту «на воздухе», как правило темперой или клеевыми красками и даже маслом. Вопреки итальянской этимологии в русском языке под выражением «альфрейная живопись» подразумевали также работу по сырой, влажной штукатурке. Подобная путаница проникла во многие справочные издания. Постепенно произошла инверсия и термин «альфрейный» стал означать работу по готовым трафаретам и шаблонам по высохшему грунту, разновидность декоративной росписи, имитирующую различные способы и приёмы отделки внутренних помещений (снаружи чаще применяют сграффито). Например: имитацию гипсовой лепнины, мрамора, ценных пород дерева, шёлковых обоев или драпри на стенах. На строительном жаргоне: разделка. Такой способ удобен тем, что позволяет в краткие сроки легко и просто даже неквалифицированному мастеру повторять одинаковые, повторяющиеся элементы орнамента.
В настоящее время под термином «альфрейная роспись» подразумевают следующие разновидности:
- монохромная (выполняемая в одном цвете и тоновых градациях одного цвета);
- полихромная (многоцветные орнаменты, стилизованные цветочные мотивы, флоральный орнамент, фантастические маскароны, геральдические элементы);
- гризайль (однотонные картины-обманки, имитация архитектурных элементов, рельефной лепнины с иллюзией объёма и пространства)

Прототипы декоративной росписи можно видеть в сакральных композициях древних египтян: росписях стен храмов и гробниц в Долине Царей, на самом деле не имеющих декоративного характера; в росписях этрусских гробниц и так называемой квадратуры на стенах древнеримских вилл в Помпеях и Геркулануме. В эпоху Возрождения преимущественно использовали фреску, в Византии — мозаику. В Венеции из-за влажного климата росписи не использовали, заменяя их панно масляными красками на холсте или сграффито. В России образцы альфрейной росписи можно увидеть во дворцах Санкт-Петербурга и пригородов: Зимнем, Мраморном, Юсуповском, Александровском дворце в Царском Селе, в Большом дворце в Павловске.